# How It Feels to Be Run Over
Pour plus de détails, voir Fiche technique et Distribution.
How It Feels to Be Run Over (littéralement : « Ce qu'on ressent quand on se fait écraser ») est un film muet britannique réalisé par Cecil Hepworth, sorti en 1900.
Ce film a pour sujet principal la voiture. « Un drôle de film de quarante secondes qui annonce les facéties très décalées du cinéma britannique, qui perdureront jusqu’à Benny Hill et aux Monty Python. »

## Synopsis
Le film est basé sur un plan subjectif et des intertitres.
Sur une route de campagne, au sortir d'un virage, s'avance au trot un cabriolet, mené par un gentleman farmer, qui sort du cadre par la droite, évitant la caméra que l'on devine en plein milieu de la chaussée. À travers le nuage de poussière soulevé par l'attelage, on aperçoit l'arrivée au loin d'un autre véhicule : un phaéton automobile, lancé à toute allure (mais suivi par un cycliste), dont les occupants et le conducteur, en costume de citadins, gesticulent en direction du cadreur, donc du spectateur, pour l'avertir du danger qu'il court, mais le conducteur vise volontairement l'imprudent. L'avant du phaéton envahit l'écran, qui laisse le spectateur à penser que l'engin a heurté la caméra et son opérateur, ce que confirment alors des intertitres sur fond noir, qui égrènent le message suivant : !!! / Oh! / Mother / will / be / pleased ! (« C'est ma mère qui va être contente ! »). « Cette inscription drolatique et post mortem révèle, à un public qui découvre le cinéma, qu'une prise de vues suppose une caméra et un opérateur pour l'actionner, un personnage essentiel, mais hors-champ »

## Fiche technique
- Titre original : How It Feels to Be Run Over
- Réalisation : Cecil Hepworth
- Producteur : Cecil Hepworth
- Société de production : Hepworth Manufacturing Company
- Pays d'origine :  Royaume-Uni
- Langue : anglais
- Format : Noir et blanc - Muet
- Genre : Comédie
- Durée : 40 s
- Dates de sortie :
  -  Royaume-Uni : juillet 1900

## Distribution
- May Clark : la passagère
- Cecil Hepworth : le conducteur

## À noter
- En Angleterre, au vu des incidents qui émaillent les débuts de la traction à vapeur sur les routes (diligences puis automobiles), une loi limite dès 1839 la vitesse des véhicules ainsi tractés à 10 km/h. L'apparition de l'automobile même est aussitôt encadrée par une loi, Red Flag Act, qui oblige chaque automobiliste à être précédé d'un homme à pied porteur d'un drapeau rouge. L'automobiliste montré dans le film est donc en contravention avec cette loi et la vitesse modérée qu'elle sous-entend. Cecil Hepworth réalisa en 1900 un autre film très drôle, centré sur l'automobile : Explosion d'une automobile.
- How It Feels to Be Run Over est cité comme le premier film utilisant des intertitres[4].